# Prix littéraires 1951
Liste des prix littéraires décernés au cours de l'année 1951 :

## Prix internationaux
- Prix Nobel de littérature : Pär Lagerkvist  Suède[1]

## Allemagne
- Prix Georg-Büchner : Gottfried Benn
- Deutscher Kritikerpreis : Martin Kessel[2]
- Prix Johann-Peter-Hebel : Albert Schweitzer[3]

## Belgique
- Prix Victor-Rossel : Daniel Gillès pour Mort la douce

## Canada
- Prix littéraires du Gouverneur général 1951 :
  - Catégorie « Romans et nouvelles de langue anglaise » : Morley Callaghan pour The Loved and the Lost
  - Catégorie « Poésie ou théâtre de langue anglaise » : Charles Bruce pour The Mulgrave Road
  - Catégorie « Études et essais de langue anglaise » : Josephine Phelan pour The Ardent Exile et Frank MacKinnon pour The Government of Prince Edward Island

## Chili
- Prix national de littérature : Gabriela Mistral (1889-1957), poétesse[4]

## Espagne
- Prix Nadal : Luis Romero (es), pour La noria
- Prix national de Narration : Ramón Ledesma Miranda (es), pour La casa de la Fama
- Prix national de poésie : José García Nieto (1914-2001) (1er), pour Tregua ; Alfonsa de la Torre (1915-1993), pour Oratorio de San Bernardino (es)
- Prix Adonáis de Poésie : Lorenzo Gomis (es), pour El caballo

## États-Unis
- National Book Award : 
  - Catégorie « Fiction » : William Faulkner pour Collected Stories of William Faulkner
  - Catégorie « Essais » : Newton Arvin pour Herman Melville
  - Catégorie « Poésie » : Wallace Stevens pour The Auroras of Autumn
- Prix Hugo :
  - Prix Hugo du meilleur roman : Pommiers dans le ciel (Farmer in the Sky) par Robert A. Heinlein
  - Prix Hugo du meilleur roman court : L'Homme qui vendit la Lune (The Man Who Sold the Moon) par Robert A. Heinlein
  - Prix Hugo de la meilleure nouvelle longue : La Petite Sacoche noire (The Little Black Bag) par Cyril M. Kornbluth
  - Prix Hugo de la meilleure nouvelle courte : Pour servir l'homme (To Serve Man) par Damon Knight
- Prix Pulitzer :
  - Catégorie « Fiction » : Conrad Richter pour The Town (La Ville)
  - Catégorie « Biographie et Autobiographie » : Margaret Louise Coit pour John C. Calhoun: American Portrait
  - Catégorie « Histoire » : Roscoe Carlyle Buley pour The Old Northwest, Pioneer Period 1815–1840
  - Catégorie « Poésie » : Carl Sandburg pour Complete Poems
  - Catégorie « Théâtre » : non décerné

## Finlande
- Prix Aleksis-Kivi : Heikki Toppila
- Prix Kalevi-Jäntti : Veikko Huovinen
- Prix national de littérature : Bo Carpelan pour Variationer, Rabbe Enckell pour Sett och återbördat, Toivo Pekkanen pour Mies ja punapartaiset herrat, Lauri Viita pour Moreeni
- Prix littéraire de la ville de Tampere : Aili Somersalo : Metsolan lapset
- Prix Tollander : Eirik Hornborg
- Prix Rudolf-Koivu : Sakari Pälsi pour Minä sain kukon kiinni
- Prix Topelius : Aaro Honka pour Sisukkaat sarvikuonot

## France
- Prix Goncourt : Julien Gracq pour Le Rivage des Syrtes (Corti)
- Prix Renaudot : Robert Margerit pour Le Dieu nu (Gallimard)
- Prix Femina : Anne de Tourville pour Jabadao (Delamain et Boutelleau)
- Prix Interallié : Jacques Perret pour Bande à part (Gallimard)
- Grand prix du roman de l'Académie française : Bernard Barbey pour Chevaux abandonnés sur le champ de bataille (Julliard)
- Prix des Deux Magots : Jean Masarès pour Comme le pélican du désert (Julliard)
- Prix du Quai des Orfèvres : Maurice Dekobra pour Opération Magali
- Prix du roman populiste : Émile Danoën pour Une maison soufflée aux vents

## Italie
- Prix Strega : Corrado Alvaro, pour Quasi una vita (Bompiani)
- Prix Bagutta : Indro Montanelli, pour Pantheon minore, (Longanesi)
- Prix Viareggio : Domenico Rea, pour Gesù fate luce

## Monaco
- Prix Prince-Pierre-de-Monaco : Julien Green

## Royaume-Uni
- Prix James Tait Black :
  - Fiction : Chapman Mortimer pour Father Goose
  - Biographie : Noel Annan pour Leslie Stephen
- Prix John-Llewellyn-Rhys : Elizabeth Jane Howard pour The Beautiful Visit
- Médaille Carnegie : Cynthia Harnett pour The Wool-Pack
- Prix Rose-Mary-Crawshay : Rosemary Freeman pour Emblem Books
- Prix Somerset-Maugham : Roland Camberton pour Scamp